# The Secret of Eel Island
The Secret of Eel Island è una serie televisiva.

## Trama
Quando Scott si trasferisce in una nuova casa situata di fronte alla misteriosa Eel Island, egli non vede l'ora di esplorarla. L'isola è apparentemente deserta, ma alcune voci affermano che è infestata dal fantasma di una bambina. Scott scopre però che l'abitante di Eel Island non è un fantasma, ma una indomita bambina di otto anni di nome Sapphire.
Insieme i due si ritroveranno a vivere molte avventure mentre combattendo per proteggere il segreto di Eel Island...

## Episodi

### Stagione 1 (2005)
- The Secret
- Lost and Found
- Horsepower
- Big Fish
- Rain
- Treasure
- Two for Joy
- Birthday
- Eels
- Mora's Story
- Shadows
- The Promise

### Stagione 2 (2006)
- The Return
- Signs
- One of the Family
- Wishes
- Look Behind You
- Ghost Story
- Nature's Cure
- Fishy Tale
- Hero Homer
- Heroes and Villains
- Waste Not, Want Not
- Shadow on the Sun
- Coming Home